# Neo Chorio (dystrykt Nikozja)
Neo Chorio (gr. Νεο Χωριό, tur. Minareliköy) – wieś na Cyprze, w dystrykcie Nikozja.